# Агуа-Клара
Агуа-Клара (порт. Água Clara) — муниципалитет в Бразилии, входит в штат Мату-Гросу-ду-Сул. Составная часть мезорегиона Восток штата Мату-Гроссу-ду-Сул. Входит в экономико-статистический микрорегион Трес-Лагоас. Население составляет 13 819 человек на 2005 год. Занимает площадь 11 031 км². Плотность населения — 1,25 чел./км².

## История
Город основан в 1953 году.

## Статистика
- Валовой внутренний продукт на 2003 год составляет 237 865 368,00 реалов (данные: Бразильский институт географии и статистики).
- Валовой внутренний продукт на душу населения на 2003 год составляет 18 574,53 реала (данные: Бразильский институт географии и статистики).
- Индекс развития человеческого потенциала на 2000 год составляет 0,758 (данные: Программа развития ООН).